# خوسيه تابيا
خوسيه تابيا (مواليد 19 فبراير 1905) هو لاعب كرة قدم كوبي.

## روابط خارجية
- خوسيه تابيا على موقع قاعدة بيانات كرة القدم.إي يو (الإنجليزية)
- خوسيه تابيا على موقع عالم كرة القدم.نت (الإنجليزية)